# Сеча
Сеча (словен. Seča, итал. Sezza) је насељено место у општини Пиран, Обално-крашка регија, Словенија.

## Историја
До територијалне реорганизације у Словенији била је у саставу старе општине Пиран.

## Становништво
У попису становништва из 2011. године, Сеча је имала 1.210 становника.
| Број становника према пописима | Број становника према пописима | Број становника према пописима |
| ------------------------------ | ------------------------------ | ------------------------------ |
| 1991                           | 2002                           | 2011                           |
| 799                            | 942                            | 1.210                          |

Напомена: До 1958. исказивано под именом Свети Јернеј. Године 1995. умањено за део насеља који је припојен насељу Луција.